# Òptica hamiltoniana
L'òptica hamiltoniana i l'òptica lagrangiana són dues formulacions d'òptica geomètrica que comparteixen gran part del formalisme matemàtic amb la mecànica hamiltoniana i la mecànica lagrangiana.

## Principi de Hamilton
En física, el principi de Hamilton estableix que l'evolució d'un sistema {\displaystyle \left(q_{1}{\left(\sigma \right)},\dots ,q_{N}{\left(\sigma \right)}\right)} descrit per {\displaystyle N} coordenades generalitzades entre dos estats especificats en dos paràmetres especificats σ A i σ B és un punt estacionari (un punt on la variació és zero) de la funcional d'acció, o{\displaystyle \delta S=\delta \int _{\sigma _{A}}^{\sigma _{B}}L\left(q_{1},\cdots ,q_{N},{\dot {q}}_{1},\cdots ,{\dot {q}}_{N},\sigma \right)\,d\sigma =0} on {\displaystyle {\dot {q}}_{k}=dq_{k}/d\sigma } i {\displaystyle L} és el Lagrangià. Condició {\displaystyle \delta S=0} és vàlid si i només si es compleixen les equacions d'Euler-Lagrange, és a dir, {\displaystyle {\frac {\partial L}{\partial q_{k}}}-{\frac {d}{d\sigma }}{\frac {\partial L}{\partial {\dot {q}}_{k}}}=0} amb {\displaystyle k=1,\dots ,N}.
L'impuls es defineix com {\displaystyle p_{k}={\frac {\partial L}{\partial {\dot {q}}_{k}}}} i les equacions d'Euler-Lagrange es poden reescriure com a {\displaystyle {\dot {p}}_{k}={\frac {\partial L}{\partial q_{k}}}} on {\displaystyle {\dot {p}}_{k}=dp_{k}/d\sigma }.
Un enfocament diferent per resoldre aquest problema consisteix a definir un hamiltonià (prenent una transformada de Legendre del lagrangià) com {\displaystyle H=\sum _{k}{{\dot {q}}_{k}}p_{k}-L} per a la qual cosa es pot derivar un nou conjunt d'equacions diferencials observant com la diferencial total del Lagrangià depèn del paràmetre σ, posicions {\displaystyle q_{i}} i els seus derivats {\displaystyle {\dot {q}}_{i}} relatiu a σ. Aquesta derivació és la mateixa que en la mecànica hamiltoniana, només amb el temps t ara substituït per un paràmetre general σ. Aquestes equacions diferencials són les equacions de Hamilton {\displaystyle {\frac {\partial H}{\partial q_{k}}}=-{\dot {p}}_{k}\,,\quad {\frac {\partial H}{\partial p_{k}}}={\dot {q}}_{k}\,,\quad {\frac {\partial H}{\partial \sigma }}=-{\partial L \over \partial \sigma }\,.} amb {\displaystyle k=1,\dots ,N}. Les equacions de Hamilton són equacions diferencials de primer ordre, mentre que les equacions d'Euler-Lagrange són de segon ordre.

## Òptica lagrangiana
Els resultats generals presentats anteriorment per al principi de Hamilton es poden aplicar a l'òptica. A l'espai euclidià 3D, les coordenades generalitzades són ara les coordenades de l'espai euclidià.

### Principi de Fermat
El principi de Fermat estableix que la longitud òptica del camí seguit per la llum entre dos punts fixos, A i B, és un punt estacionari. Pot ser un màxim, un mínim, constant o un punt d'inflexió. En general, a mesura que viatja la llum, es mou en un medi d'índex de refracció variable que és un camp escalar de posició a l'espai, és a dir, {\displaystyle n=n\left(x_{1},x_{2},x_{3}\right)} a l'espai euclidià 3D. Suposant ara que la llum viatja al llarg de l'eix x 3, el camí d'un raig de llum es pot parametritzar com {\displaystyle s=\left(x_{1}\left(x_{3}\right),x_{2}\left(x_{3}\right),x_{3}\right)} començant en un punt {\displaystyle \mathbf {A} =\left(x_{1}\left(x_{3A}\right),x_{2}\left(x_{3A}\right),x_{3A}\right)} i acaba en un punt {\displaystyle \mathbf {B} =\left(x_{1}\left(x_{3B}\right),x_{2}\left(x_{3B}\right),x_{3B}\right)}. En aquest cas, en comparació amb el principi de Hamilton anterior, les coordenades {\displaystyle x_{1}} i {\displaystyle x_{2}} assumir el paper de les coordenades generalitzades {\displaystyle q_{k}} mentre {\displaystyle x_{3}} pren el paper de paràmetre {\displaystyle \sigma }, és a dir, el paràmetre σ = x 3 i N =2.
En el context del càlcul de variacions això es pot escriure com {\displaystyle \delta S=\delta \int _{\mathbf {A} }^{\mathbf {B} }n\,ds=\delta \int _{x_{3A}}^{x_{3B}}n{\frac {ds}{dx_{3}}}\,dx_{3}=\delta \int _{x_{3A}}^{x_{3B}}L\left(x_{1},x_{2},{\dot {x}}_{1},{\dot {x}}_{2},x_{3}\right)\,dx_{3}=0} on ds és un desplaçament infinitesimal al llarg del raig donat per {\textstyle ds={\sqrt {dx_{1}^{2}+dx_{2}^{2}+dx_{3}^{2}}}} i {\displaystyle L=n{\frac {ds}{dx_{3}}}=n\left(x_{1},x_{2},x_{3}\right){\sqrt {1+{\dot {x}}_{1}^{2}+{\dot {x}}_{2}^{2}}}} és el Lagrangià i òptic {\displaystyle {\dot {x}}_{k}=dx_{k}/dx_{3}}.
La longitud del camí òptic (OPL) es defineix com {\displaystyle S=\int _{\mathbf {A} }^{\mathbf {B} }n\,ds=\int _{\mathbf {A} }^{\mathbf {B} }L\,dx_{3}} on n és l'índex de refracció local en funció de la posició al llarg del camí entre els punts A i B.

## Aplicacions
Se suposa que la llum viatja al llarg de l'eix x 3, segons el principi de Hamilton anterior, coordenades {\displaystyle x_{1}} i {\displaystyle x_{2}} assumir el paper de les coordenades generalitzades {\displaystyle q_{k}} mentre {\displaystyle x_{3}} pren el paper de paràmetre {\displaystyle \sigma }, és a dir, el paràmetre σ = x 3 i N =2.

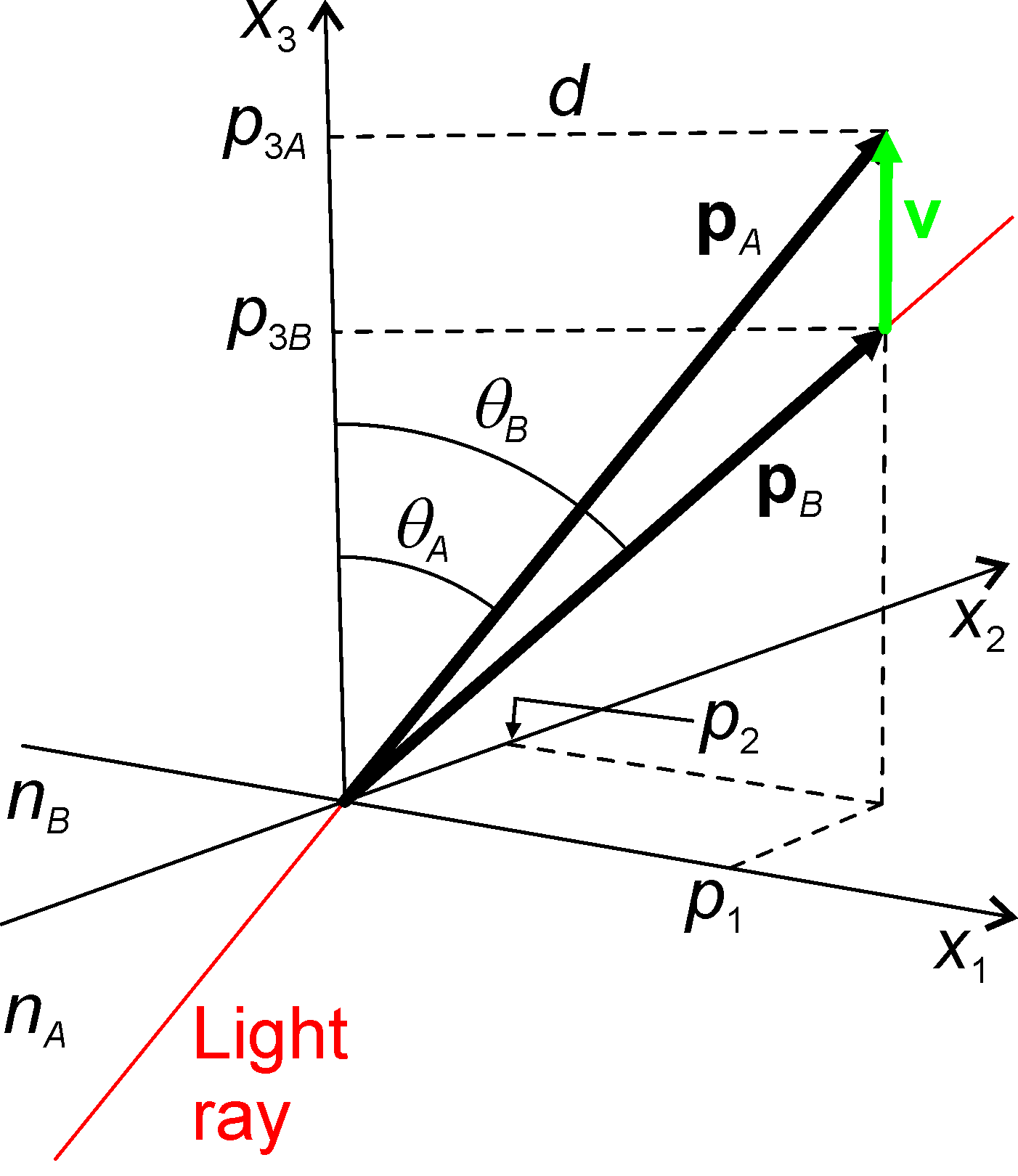
Refracció

### Refracció i reflexió
Si el pla x 1 x 2 separa dos medis d'índex de refracció n A per sota i n B per sobre, l'índex de refracció ve donat per una funció de pas. {\displaystyle n(x_{3})={\begin{cases}n_{A}&{\text{if }}x_{3}<0\\n_{B}&{\text{if }}x_{3}>0\\\end{cases}}} i a partir de les equacions de Hamilton {\displaystyle {\frac {\partial H}{\partial x_{k}}}=-{\frac {\partial }{\partial x_{k}}}{\sqrt {n(x_{3})^{2}-p_{1}^{2}-p_{2}^{2}}}=0} i, per tant, {\displaystyle {\dot {p}}_{k}=0} o {\displaystyle p_{k}={\text{Constant}}} per a k = 1, 2 .
Un raig de llum entrant té moment p A abans de la refracció (per sota del pla x 1 x 2 ) i moment p B després de la refracció (sobre el pla x 1 x 2 ). El raig de llum forma un angle θ A amb l'eix x 3 (la normal a la superfície de refracció) abans de la refracció i un angle θ B amb l'eix x 3 després de la refracció. Com que les components p 1 i p 2 del moment són constants, només p 3 canvia de p 3 A a p 3 B .

### Raigs i fronts d'ones

Raigs i fronts d'ones

A partir de la definició de la longitud del camí òptic {\textstyle S=\int L\,dx_{3}}{\displaystyle {\frac {\partial S}{\partial x_{k}}}=\int {\frac {\partial L}{\partial x_{k}}}\,dx_{3}=\int {\frac {dp_{k}}{dx_{3}}}\,dx_{3}=p_{k}}
amb k =1,2 on les equacions d'Euler-Lagrange {\displaystyle \partial L/\partial x_{k}=dp_{k}/dx_{3}} amb k = 1,2 es van utilitzar. També, de l'última de les equacions de Hamilton {\displaystyle \partial H/\partial x_{3}=-\partial L/\partial x_{3}} i des de {\displaystyle H=-p_{3}} a dalt {\displaystyle {\frac {\partial S}{\partial x_{3}}}=\int {\frac {\partial L}{\partial x_{3}}}\,dx_{3}=\int {\frac {dp_{3}}{dx_{3}}}\,dx_{3}=p_{3}} combinant les equacions per a les components de la quantitat de moviment p resulta {\displaystyle \mathbf {p} =\nabla S}

### Espai de fases

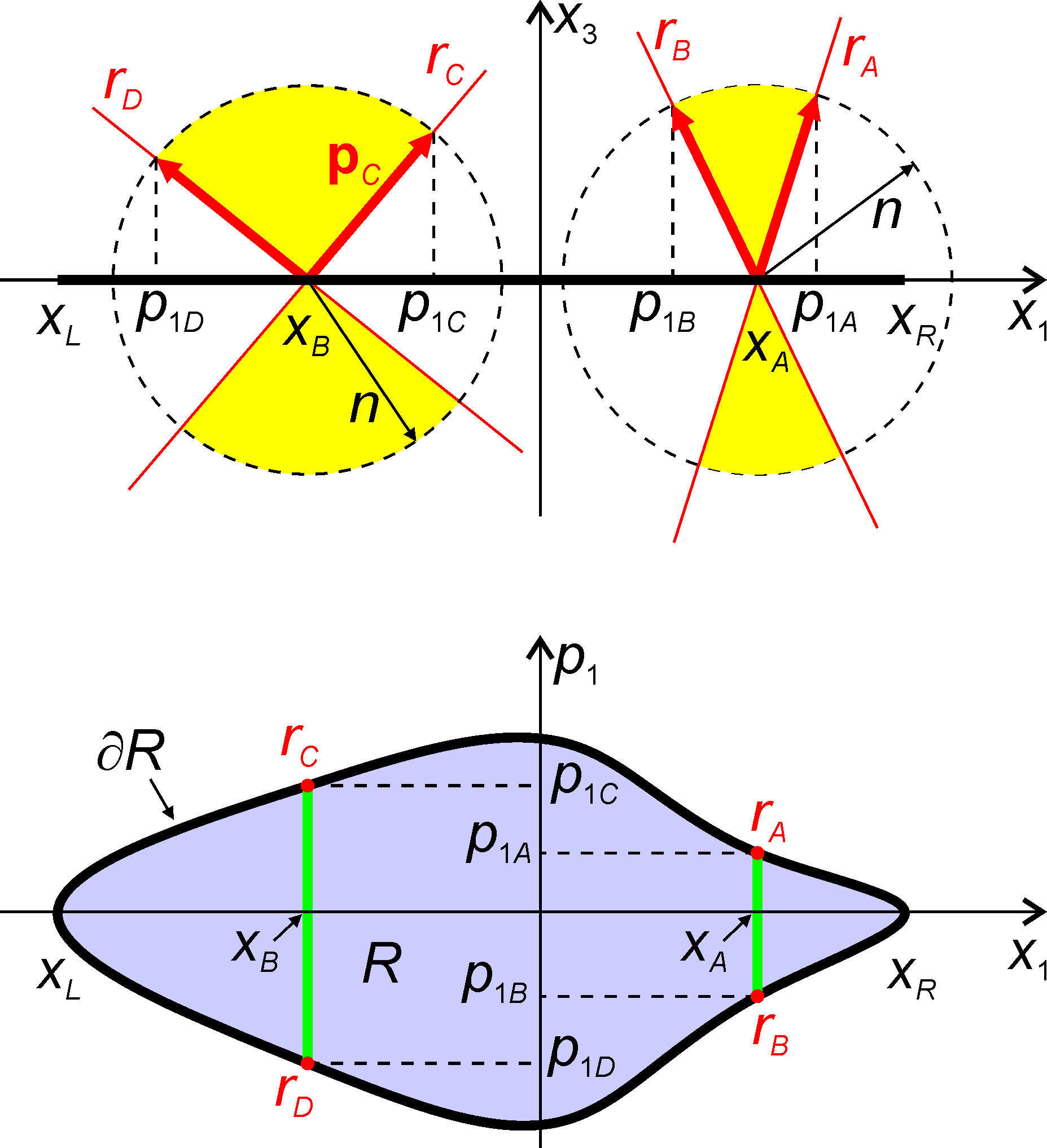
Espai de fase 2D

La figura "Espai de fase 2D" mostra a la part superior alguns raigs de llum en un espai bidimensional. Aquí x 2 = 0 i p 2 = 0, de manera que la llum viatja sobre el pla x 1 x 3 en direccions de valors creixents de x 3 . En aquest cas {\displaystyle p_{1}^{2}+p_{3}^{2}=n^{2}} i la direcció d'un raig de llum està completament especificada per la component p 1 del moment {\displaystyle \mathbf {p} =(p_{1},p_{3})} ja que p 2 = 0. Si es dóna p 1, es pot calcular p 3 (donat el valor de l'índex de refracció n ) i, per tant, p 1 és suficient per determinar la direcció del raig de llum. L'índex de refracció del medi pel qual viatja el raig ve determinat {\displaystyle \|\mathbf {p} \|=n} .